# Петър Петров (футболист, р. 1961)
Вижте пояснителната страница за други личности с името Петър Петров.
Петър Атанасов Петров е български футболист, защитник, дългогодишен футболист на ПФК Левски (София) и българския национален отбор, с който участва на Световното първенство по футбол в Мексико 1986 година.
Роден е на 20 февруари 1961 г. в село Вировско (Община Враца, област Враца).

## Кариера
Петров прекарва 9 сезона от кариерата си в Левски (София). Изиграва 205 мача с 13 гола в А група, 33 мача с 8 гола в турнира за Купата на България и 20 мача в евротурнирите. Трикратен шампион на България с Левски през сезоните 1983/84 г., 1984/85 г. и 1987/88 г., както и еднократен носител на купата през 1984 г.
През 1989 г. Петров преминава в португалския Бейра Мар. За 4 сезона записва 100 срещи с 10 гола. През 1993 г. се завръща в България и изиграва 8 мача за Берое (Стара Загора).
С националния отбор Петров участва на Световното първенство 1986 г. в Мексико (в 3 мача). Има общо 47 мача за България.